# Jelka Asić
Jelka Asić rođ. Šokčević (Zagreb, 27. lipnja 1922. – Zagreb, 10. rujna 1979.) je bila glumica Hrvatskog narodnog kazališta u Subotici.
U Suboticu ju je doveo Lajčo Lendvai, prvi ravnatelj subotičkog HNK, koji je pored domaćeg kazališnog osoblja, angažirao i tehničko osoblje te glumce i redatelje iz Zagreba kao što su Jelka Šokčević, Dubravka Deželić, Ante Kraljević, Dražen Grünwald, Ivona Petri. 
Iako se glumački ansambl dosta osipao, repertoar su nosili Jelka Šokčević, kasnije Asić, Slava Bulgakov, Zdenka Vidaković, Dušan Medaković, Ante Kraljević, Lajčo Lendvai, Stanko Kolašinac te mlade nade subotičkog glumišta kao što su Geza Kopunović, Mirko Huska, Klara Peić, Eržika Kovačević, Stevan Popović i Kaća Bačlija.
Bila je solo-sopranisticom pri Hrvatskoj operi. Od poznatijih uloga glumila je ulogu barunice Castelli-Glembay u drami Gospoda Glembajevi Miroslava Krleže. 
Supruga je hrvatskog skladatelja Milana Asića.

## Vanjske poveznice
- (mađ.) Mikor volt Szabadkán opera?  Arhivirana inačica izvorne stranice od 5. studenoga 2016. (Wayback Machine), Zetna 1999. 9-12., piše Tibor Pekár